# Національна вища школа імені Луї Люм'єра
Національна вища школа імені Луї Люм'єра (фр. École nationale supérieure Louis-Lumière) — заклад вищої освіти Франції, що пропонує теоретичну, практичну, а також технічну та мистецьку освіту для охочих працювати у різних галузях аудіовізуальної індустрії. Заснована у 1926 році Луї Люм'єром та Леоном Гомоном.
При створенні навчальний заклад мав назву «Технічна школа фотографії і кіно» (фр. École technique de photographie та de cinéma, ETPC) та розміщувався в будівлі на вулиці Вожирар у Парижі. Від назви вулиці школа отримала і неофіційну назву: «Вожирар». Лише наприкінці 1980-х років відбувся переїзд навчального закладу в просторі будівлі передмістя Парижа Сен-Дені, та із середньо-спеціального навчального закладу кіношкола перетворюється на повноцінний ЗВО. У 2012 році школа перемістилася до Сіте дю Сінема Люка Бессона в Сен-Дені.

## Історія
Створена в 1926 році під поштовхом таких особистостей, як Луї Люм’єр або Леон Гомон, спочатку під назвою «Технічна школа фотографії та кіно» (ETPC), а потім стала «Національною школою фотографії та кінематографії» (ENPC), цей відомий професіонал Школа була встановлена за адресою 85, rue de Vaugirard в Парижі, у перший навчальний рік у жовтні 1927 року, до 1973 року, звідси її прізвисько «Вожирар». У 1967 році планується, що школа оселиться в Сен-Жермен-ан-Ле, нарешті вона оселиться на вулиці Роллен в 5-му окрузі до 1989 року.
З 1989 по липень 2012 року школа займала комплекс площею 8 000 м2, розташований у Нуазі-ле-Гран (Сен-Сен-Дені), в рамках економічної та університетської системи, яка включала, серед іншого, Університет Парижа-Ест-Марн-ла- Валле та Національного аудіовізуального інституту (INA).
Навчання санкціоноване CAP у секції фотографії з 1945 по 1963 рік, коли іспит на Brevet de maître було скасовано та перенесено на 1966 рік одночасно з BTS.
1 жовтня 2018 року ComUE Université Paris-Lumières та ENS Louis-Lumière оголошують про створення дослідницької школи університету ArTeC для мистецтв, технологій та творчості після отримання 10-річного фінансування майбутньою інвестиційною програмою (PIA) Міністерству вищої освіти, досліджень та інновацій заснування «Університетської дослідницької школи».

## Загальні відомості
До складу кіношколи входять три основні відділення: фотографія, звуку і кіно, де готують кінооператорів, режисерів, продюсерів, а також технічних фахівців, асистентів, звукоінженерів. Основне навчання є безкоштовним та триває протягом трьох років. Перший рік навчання присвячено вивченню таких загальнопрофесійних дисциплін, як історія і теорія кіно, кіновиробництво, технічні аспекти створення кінострічок. Починаючи з другого року, студенти знімають свої власні короткометражні роботи та беруть участь у проведенні фестивалю короткометражного кіно у французькому містечку Клермон-Ферран.
Кіношкола пропонує низку короткострокових програм в усіх галузях, пов'язаних з кінематографом: створення мультимедійних проектів, освоєння спецефектів і цифрових технологій, зйомка і монтаж документальних і художніх фільмів, ознайомлення зі специфікою роботи із звуком. Подібні курси тривають від кількох днів до декількох місяців, залежно від об'єму програми та проходять на платній основі.

## Випускники
Серед найвідоміших випускників школи:
- Філіпп Агостіні (кінооператор)
- Ів Анжело (кінооператор та кінорежисер)
- Жан-Жак Анно (кінорежисер)
- П'єр Башле (співак, композитор)
- Шарль Біч (кінокритик, кінооператор та кінорежисер)
- Жан Боффеті (кінооператор)
- Філіпп де Брока (кінорежисер)
- Бертран Бутільє (кінорежисер)
- Ніколас Гердт (кінорежисер, кінооператор)
- Ерік Готьє (кінооператор)
- Анрі Декае (кінооператор)
- Жак Демі (кінорежисер)
- Жако ван Дормель (кінорежисер)
- Анрі Ельман (кінорежисер, сценарист)
- Жан-Ів Ескоф'є (кінооператор)
- Клод Зіді (кінорежисер)
- Бернар Зіцерманн (кінооператор)
- Жульєн Ірш (кінооператор)
- Парвіз Кім'яві (кінорежисер)
- Гіслен Клоке (кінооператор)
- П'єр Ломм (кінооператор)
- Вільям Любчанський (кінооператор)
- Івон Марсіано (кінооператор, кінорежисер)
- Анрі Моліне (кінорежисер, звукоінженер)
- Бернар Мюссон (актор)
- Гаспар Ное (кінорежисер)
- Філіпп Руссело (кінооператор)
- Боб Свем (кінорежисер)
- Едуардо Серра (кінооператор)
- Стефан Фонтен (кінооператор)
- Луї де Фюнес (актор)
- Фред Циннеманн (кінорежисер)
- Чан Ань Хунг (кінорежисер та сценарист)
- П'єр Чернія (кінорежисер та телеведучий)
- Альбер Шимель (оператор кіно та телебачення)
- Франк Шнайдер (продюсер та режисер-документаліст)
- П'єр Шоллер (сценарист та режисер)

1938 року колишні учні кіношколи створили асоціацію «Випускники Вожирар-Луї-Люм'єр» (фр. Anciens élèves de Vaugirard Louis-Lumière), що об'єднує випускників кіношколи. Головним завданням асоціації є надання підтримки, в тому числі і спонсорської, молодим кінематографістам, що роблять перші кроки у професії.